# Big Rip

Animation av teorin om Big Rip

Big rip, stora rivet, är ett av flera tänkta scenarier för universums framtid med universums accelererande expansion.
Vetenskapen är inte helt ense om premisserna, men i princip beror det på utgången av Tillståndsekvationen, det vill säga förhållandet mellan den mörka energin och energitätheten, då ett skalärfält {\displaystyle \phi } kan ses som ett perfekt medium med tillståndsekvationen
{\displaystyle w={\frac {{\frac {1}{2}}{\dot {\phi }}^{2}-V(\phi )}{{\frac {1}{2}}{\dot {\phi }}^{2}+V(\phi )}},}
där {\displaystyle {\dot {\phi }}} är tidsderivatan av {\displaystyle \phi }, och {\displaystyle V(\phi )} är den potentiella energin.
Fysikerna än så länge är inte riktigt på det klara med vad den potentiella energin kan tänkas vara. På grund av den förhållandevis nyupptäckta mörka energin, som inte helt har kunnat definieras, kan resultatet av ekvationen därför komma ut som olika värden från < −1 < 0 < +1 < . Om värdet blir < −1, kommer universum så småningom att slitas i stycken. Det kommer betyda att den observerbara horisonten de facto kommer att krympa. Då universum expanderar med ökande hastighet, så att de mest fjärran objekten avlägsnar sig med en fart som överstiger ljusets relativt Jorden, försvinner den därför utom synfältet. I teorin innebär det att den del av universum, som vi kan observera blir allt mer uttöjd. Till sist uppgår den i ett tillstånd, där varken gravitationen eller de starka och svaga adherenta krafterna kan ha någon inverkan. Den slits slutligen isär, utgående från vår observationshorisont och närmar sig därför småningom vårt solsystem, resulterande i big rip.
Tidshorisonten beräknas ligga omkring 20 miljarder år från nutiden. (Då universum nu beräknas ha existerat i 14 miljarder år.)